# 和田健太郎 (競輪選手)
和田 健太郎（わだ けんたろう、1981年5月27日 - ）は、日本の競輪選手。日本競輪学校（当時。以下、競輪学校）第87期生。日本競輪選手会千葉支部所属。師匠は林和夫（千葉・58期）。

## 来歴
千葉県印旛郡酒々井町出身。千葉経済大学附属高等学校卒業。
競輪学校を卒業後、2002年8月4日の弥彦競輪でデビュー。
2018年6月の函館の記念競輪でGⅢ初優勝。
2020年のKEIRINグランプリ2020には賞金ランキング7位で初出場を果たした。そしてグランプリを制覇し、賞金王に輝いた。グランプリ初出場初優勝は史上11人目で最高齢。GI優勝未経験者の優勝は2006年有坂直樹以来14年ぶり4人目となった。但し、有坂はグランプリ制覇後にG1優勝経験はしたが、和田自身は未経験である。

## 主な獲得タイトルと記録
- 2020年 - KEIRINグランプリ（平塚競輪場）
- 年間賞金王1回 - 2020年